# 秦基博
秦 基博（はた もとひろ、1980年10月11日 - ）は、日本の男性シンガーソングライター。所属事務所はオフィスオーガスタ、所属レーベルはユニバーサルミュージック。宮崎県日南市生まれ、神奈川県横浜市青葉区育ち。身長178cm。血液型A型。既婚。1児の父。

## 経歴
宮崎県日南市で3人兄弟の末っ子として生まれ、1988年7月（小学2年の夏）に神奈川県横浜市青葉区（当時は同市緑区）に転居。12歳ぐらいの時、6歳上の長兄が3,000円ほどで譲り受けてきたギターを初めて弾かせてもらったのがきっかけで、中学時代から作曲を始め、高校生の頃から本格的に楽曲制作を行うようになった。
高校最後のライブで、初めて観客の前で演奏し、大学に進学する頃に友人の伝で横浜のライブハウスF.A.D YOKOHAMAに出演するようになる。以降、横浜を中心に渋谷や下北沢などで弾き語りでのライブ活動を展開。
2004年1月20日にインディーズミニアルバム『オレンジの背景の赤い静物』を発売。
2005年の末頃、ライブハウス出演時に偶然その場に居合わせたオフィスオーガスタのスタッフから声をかけられ、2006年3月より同社に所属。7月に開催された『Augusta Camp 2006』に出演し、オープニングアクトを務める。11月8日にシングル『シンクロ』でメジャーデビュー。同曲は全国FMパワープレイ獲得数の新記録（43局）を樹立した。
2007年9月26日に1stアルバム『コントラスト』を発売。11月24日より、全国ツアー『秦 基博 1st LIVE TOUR "CONTRAST"』を全国7ヶ所で開催し、約1万人を動員。12月27日、F.A.D YOKOHAMAでスペシャルライブ『BACK TO F.A.D!』を開催し、初の凱旋公演を行った。
2008年3月15日にスペースシャワーTV『SPACE SHOWER Music Video Awards 08』で『鱗(うろこ) -Director's Cut Ver.-』がBEST MALE VIDEOを受賞。
2009年3月6日に単独公演としては自身初となる日本武道館公演を開催。5月4日より初の弾き語りツアー『GREEN MIND 2009』を全国21ヶ所公演で開催。
2013年10月16日にセルフセレクションアルバム『ひとみみぼれ』を発売。
2014年4月18日に映画『STAND BY ME ドラえもん』で主題歌を担当することを発表し、8月6日に同作の主題歌『ひまわりの約束』がシングルとして発売された。10月29日に弾き語りベスト・アルバム『evergreen』発売。同作は第56回日本レコード大賞企画賞を受賞した。
2015年7月3日に青森県の縄文遺跡群の魅力や価値に関する情報発信を行う親善大使「あおもり縄文大使」に任命される。
2016年11月1日よりデビュー10周年を記念して、自身初の全国アリーナツアー『Hata Motohiro 10th Anniversary ARENA TOUR “All The Pieces”』を開催。同公演内にてデビュー10周年を記念して自身初のスタジアムライブを来春に横浜スタジアムにて行うことを発表した。
2017年4月4日、横浜スタジアムでの横浜DeNAベイスターズ本拠地開幕セレモニーにてセレモニーに登場し、横浜DeNAベイスターズ制作のドキュメンタリー映画、FOR REAL -ベイスターズ、クライマックスへの真実。-の主題歌となっている「青」を歌唱した。5月4日、デビュー10周年を記念して初の野外単独ライブ『HATA MOTOHIRO 10th Anniversary LIVE AT YOKOHAMA STUDIUM』が開催され、2万5000人を動員した。同日、4thアルバム『Signed POP』収録曲で、テレビドラマ『恋がヘタでも生きてます』の主題歌となった「Girl」が自身初のリカット・シングルとして発売された。6月14日にデビュー10周年を記念して初となるオールタイム・ベストアルバム『All Time Best ハタモトヒロ』が発売された
2019年12月11日に前作「青の光景」から4年ぶりとなるオリジナルアルバム「コペルニクス」を発売。
2020年3月4日、大宮ソニックシティを皮切りに4年ぶりの全国ツアー「HATA MOTOHIRO CONCERT TOUR 2020 -コペルニクス-」を開催予定だったが、新型コロナウィルス感染症拡大の影響により度重なる延期を経て、全公演中止となる。8月27日にF.A.D YOKOHAMAで自身初の無観客ライブ『Hata Motohiro Live at F.A.D YOKOHAMA 2020』が開催された。11月19日に前述の中止となった全国ツアーを無観客にて収録し配信ライブというかたちで開催。
2021年3月17日に弾き語りベストアルバム「evergreen2」を発売。連動するかたちで4月27日、宇都宮市文化会館大ホールを皮切りに9年ぶりとなる弾き語りツアー「HATA MOTOHIRO GREEN MIND 2021」を開催。コロナ禍での開催となったが無事に全公演終了。11月9日、10日に横浜アリーナ、11月22日、23日に大阪城ホールにて「Hata Motohiro 15th Anniversary LIVE」開催。それぞれ初日は弾き語り、2日目はバンドライブとして開催。12月26日、日本武道館にて「HATA MOTOHIRO 15th Anniversary LIVE“Philharmonic Night”」を開催。室屋光一郎率いる弦楽オーケストラとピアノにトオミヨウを迎えて行われた。
2024年11月20日にコラボレーションアルバム『HATA EXPO -The Collaboration Album-』がリリースされた。本作に収録されている草野マサムネとのコラボ楽曲「ringo」のMVも同日21時に公開され、MVでは役者の山田杏奈が林檎の妖精役で出演している。

## 人物
- 横浜市立つつじが丘小学校、横浜市立谷本中学校、法政大学第二高等学校[22]、法政大学経営学部卒業[23]。
- アコースティック・ギター弾き語りのスタイルを一貫している。楽曲は自身で作詞・作曲を行い、作曲は主にギターで行う。
- ジョイマンとは中学校の同級生[24] で、同じバスケットボール部員だった（高木晋哉とは小学校からの同級生である）。また、ジョイマンの2人が芸人を志したのは、成人式を終えて中学時代のバスケットボール部員達と久しぶりに集まった際に、秦が「お前ら（高木と池谷）面白いから、コンビ組んだら？」と何気なく発言したことがきっかけだという[25]。
- 趣味はデビュー時に野球・ボウリング・ビリヤード等としていたが、2022年10月出演の関ジャムにおいて「マイブームなんてそうそう来ない」とコメントしつつ今は無趣味だと述べた。

## ディスコグラフィ

### シングル

#### CDシングル
|            | 発売日         | タイトル                                         | 規格品                  | 規格品              | 初収録アルバム             |
| 初回限定盤 | 発売日         | タイトル                                         | 通常盤                  |                     | 初収録アルバム             |
| ---------- | -------------- | ------------------------------------------------ | ----------------------- | ------------------- | -------------------------- |
| 1st        | 2006年11月8日  | シンクロ                                         | AUCK-19604              | AUCK-19604          | コントラスト               |
| 2nd        | 2007年6月6日   | 鱗（うろこ）                                     | AUCK-19927              | AUCK-19019          | コントラスト               |
| 3rd        | 2007年9月12日  | 青い蝶                                           | AUCK-19023              | AUCK-19022          | コントラスト               |
| 4th        | 2008年4月23日  | キミ、メグル、ボク                               | AUCK-19032              | AUCK-19031          | ALRIGHT                    |
| 4th        | 2008年4月23日  | キミ、メグル、ボク（完全生産限定盤）             | AUCK-19034              | AUCK-19034          | ALRIGHT                    |
| 5th        | 2008年6月4日   | 虹が消えた日                                     | AUCK-19040              | AUCK-19039          | ALRIGHT                    |
| 6th        | 2008年10月8日  | フォーエバーソング                               | AUCK-19047              | AUCK-19046          | ALRIGHT                    |
| 7th        | 2009年1月21日  | 朝が来る前に                                     | AUCK-19050              | AUCK-19049          | Documentary                |
| 8th        | 2009年8月12日  | Halation                                         | AUCL-5                  | AUCL-7              | Documentary                |
| 9th        | 2010年1月13日  | アイ                                             | AUCL-16                 | AUCL-18             | Documentary                |
| 9th        | 2010年6月9日   | アイ Premium Package（完全生産限定盤）           | AUCL-29                 | AUCL-29             | Documentary                |
| 10th       | 2010年8月11日  | 透明だった世界                                   | AUCL-39                 | AUCL-41             | Documentary                |
| 10th       | 2010年8月11日  | 透明だった世界（期間生産限定盤）                 | AUCL-42                 | AUCL-42             | Documentary                |
| 11th       | 2010年9月8日   | メトロ・フィルム                                 | AUCL-43                 | AUCL-45             | Documentary                |
| 12th       | 2011年6月15日  | 水無月                                           | AUCL-60                 | AUCL-60             | Signed POP                 |
| 12th       | 2011年6月15日  | 水無月+BEST OF GREEN MIND 2010（期間生産限定盤） | AUCL-61                 | AUCL-61             | Signed POP                 |
| -          | 2012年5月30日  | アルタイル（“秦基博 meets 坂道のアポロン”名義）  | AUCL-83                 | AUCL-85             | Signed POP                 |
| 13th       | 2012年10月31日 | Dear Mr. Tomorrow                                | AUCL-104                | AUCL-106            | Signed POP                 |
| 14th       | 2013年1月16日  | 初恋/グッバイ・アイザック                        | AUCL-110                | AUCL-112            | Signed POP                 |
| 14th       | 2013年1月16日  | 初恋/グッバイ・アイザック（期間生産限定盤）      | AUCL-113                | AUCL-113            | Signed POP                 |
| 15th       | 2013年5月29日  | 言ノ葉                                           | AUCL-130                | AUCL-132 UMCA-50103 | All Time Best ハタモトヒロ |
| 16th       | 2014年4月23日  | ダイアローグ・モノローグ                         | AUCL-152                | AUCL-154            | 青の光景                   |
| 17th       | 2014年8月6日   | ひまわりの約束                                   | AUCL-164/UMCA-50104     | AUCL-164/UMCA-50104 | 青の光景                   |
| 17th       | 2014年8月6日   | ひまわりの約束（期間生産限定盤）                 | AUCL-165                | AUCL-165            | 青の光景                   |
| 17th       | 2014年12月24日 | ひまわりの約束-Deluxe Edition-（完全生産限定盤） | AUCL-173                | AUCL-173            | 青の光景                   |
| 18th       | 2015年6月3日   | 水彩の月                                         | AUCL-178                | AUCL-180            | 青の光景                   |
| 19th       | 2015年9月9日   | Q & A                                            | AUCL-185                | AUCL-186            | 青の光景                   |
| 20th       | 2016年2月24日  | スミレ                                           | AUCL-201                | AUCL-203            | All Time Best ハタモトヒロ |
| 21st       | 2016年10月19日 | 70億のピース/終わりのない空                      | A：AUCL-207 B：AUCL-209 | AUCL-211            | All Time Best ハタモトヒロ |
| 22nd       | 2017年5月3日   | Girl                                             | UMCA-59051              | UMCA-50051          | Signed POP                 |
| 22nd       | 2017年5月4日   | Girl（横浜スタジアム会場限定盤）                 | PROS-5015               | PROS-5015           | Signed POP                 |
| 23rd       | 2019年11月6日  | Raspberry Lover                                  | UMCA-59059              | UMCA-50058          | コペルニクス               |
| 23rd       | 2019年11月6日  | Raspberry Lover（Home Ground限定盤）             | PDCA-5902               | PDCA-5902           | コペルニクス               |
| 24th       | 2021年1月27日  | 泣き笑いのエピソード                             | UMCA-59060              | UMCA-50059          | Paint Like a Child         |
| -          | 2022年4月13日  | Trick me（Home Ground限定盤）                    | PDCA-5001               | PDCA-5001           | Paint Like a Child         |
| -          | 2022年8月17日  | サイダー（Home Ground限定盤）                    | PDCA-5002               | PDCA-5002           | Paint Like a Child         |
| -          | 2025年3月5日   | ずっと作りかけのラブソング（生産限定盤）         | UMCA-59062              | UMCA-59062          | -                          |

#### 配信限定シングル
| 作   | 配信日        | タイトル                   | 収録アルバム                        |
| ---- | ------------- | -------------------------- | ----------------------------------- |
| 1st  | 2018年11月3日 | 花                         | コペルニクス                        |
| 2nd  | 2019年3月13日 | 仰げば青空                 | コペルニクス                        |
| 3rd  | 2021年4月23日 | カサナルキセキ             | HATA EXPO -The Collaboration Album- |
| 4th  | 2022年4月13日 | Trick me                   | Paint Like a Child                  |
| 5th  | 2022年7月6日  | サイダー                   | Paint Like a Child                  |
| 6th  | 2022年7月28日 | 残影                       | Paint Like a Child                  |
| 7th  | 2023年2月1日  | イカロス                   | Paint Like a Child                  |
| 8th  | 2024年9月4日  | ハローサーリアル           | HATA EXPO -The Collaboration Album- |
| 9th  | 2024年10月9日 | No Where Now Here          | HATA EXPO -The Collaboration Album- |
| 10th | 2025年2月26日 | ずっと作りかけのラブソング | -                                   |

#### EP
|            | 発売日       | タイトル       | 規格品番 | 規格品番 |
| 初回限定盤 | 発売日       | タイトル       | 通常盤   |          |
| ---------- | ------------ | -------------- | -------- | -------- |
| 1st        | 2012年2月8日 | エンドロールEP | AUCL-69  | AUCL-71  |

### アルバム

#### ミニアルバム
|            | 発売日        | タイトル                                                      | 規格品番   | 規格品番              | 順位 |
| 初回限定盤 | 発売日        | タイトル                                                      | 通常盤     |                       | 順位 |
| ---------- | ------------- | ------------------------------------------------------------- | ---------- | --------------------- | ---- |
| 1st        | 2007年3月7日  | 僕らをつなぐもの                                              | AUCK-18017 | AUCK-18016 UMCA-10135 | 50位 |
| 1st        | 2009年1月21日 | 僕らをつなぐもの (プレミアム・エディション)（完全生産限定盤） | AUCK-18038 | AUCK-18038            | 11位 |

#### オリジナルアルバム
|            | 発売日         | タイトル                               | 規格品番                | 規格品番              |
| 初回限定盤 | 発売日         | タイトル                               | 通常盤                  |                       |
| ---------- | -------------- | -------------------------------------- | ----------------------- | --------------------- |
| 1st        | 2007年9月26日  | コントラスト                           | AUCK-18019              | AUCK-11010 UMCA-10136 |
| 2nd        | 2008年10月29日 | ALRIGHT                                | AUCK-18036              | AUCK-11014 UMCA-10137 |
| 3rd        | 2010年10月6日  | Documentary                            | A：AUCL-46 B：AUCL-48   | AUCL-50 UMCA-10138    |
| 4th        | 2013年1月30日  | Signed POP                             | A：AUCL-114 B：AUCL-116 | AUCL-118 UMCA-10139   |
| 5th        | 2015年12月16日 | 青の光景                               | AUCL-192                | AUCL-194 UMCA-10143   |
| 6th        | 2019年12月11日 | コペルニクス                           | UMCA-19061              | UMCA-10072            |
| 6th        | 2019年12月11日 | コペルニクス（Home Ground限定盤）      | PDCA-1908               | PDCA-1908             |
| 7th        | 2023年3月22日  | Paint Like a Child                     | UMCA-19068              | UMCA-10093            |
| 7th        | 2023年3月22日  | Pain Like a Child（Home Ground限定盤） | PROS-1925               | PROS-1925             |

#### ベストアルバム
|            | 発売日         | タイトル                                     | 規格品番                                            | 規格品番            |
| 初回限定盤 | 発売日         | タイトル                                     | 通常盤                                              |                     |
| ---------- | -------------- | -------------------------------------------- | --------------------------------------------------- | ------------------- |
| 1st        | 2010年3月3日   | BEST OF GREEN MIND '09                       | AUCL-21                                             | AUCL-21             |
| 2nd        | 2013年10月16日 | ひとみみぼれ                                 | AUCL-140                                            | AUCL-142 UMCA-10140 |
| 3rd        | 2014年10月29日 | evergreen                                    | AUCL-30022                                          | AUCL-167 UMCA-10141 |
| 4th        | 2017年6月14日  | All Time Best ハタモトヒロ                   | 1CD：UMCA-19051 DVD：UMCA-19052 Blu-ray：UMCA-19053 | UMCA-10051          |
| 5th        | 2021年3月17日  | evergreen2                                   | UMCA-19064                                          | UMCA-10079          |
| 6th        | 2021年10月13日 | BEST OF GREEN MIND 2021                      | UMCA-10085                                          | UMCA-10085          |
| 6th        | 2021年10月13日 | BEST OF GREEN MIND 2021（Home Ground限定盤） | UMCA-1001                                           | UMCA-1001           |

#### コラボレーションアルバム
|            | 発売日         | タイトル                                                 | 規格品番   | 規格品番   |
| 初回限定盤 | 発売日         | タイトル                                                 | 通常盤     |            |
| ---------- | -------------- | -------------------------------------------------------- | ---------- | ---------- |
| 1st        | 2024年11月20日 | HATA EXPO -The Collaboration Album-                      | UMCA-19071 | UMCA-10158 |
| 1st        | 2024年11月20日 | HATA EXPO -The Collaboration Album-（Home Ground限定盤） | PROS-1937  | PROS-1937  |

### 映像作品
|                                    | 発売日         | タイトル                                                                                   | 順位 | 備考                              |
| ---------------------------------- | -------------- | ------------------------------------------------------------------------------------------ | ---- | --------------------------------- |
| ライブ・ビデオ                     | 2009年9月16日  | LIVE AT BUDOKAN                                                                            | 13位 |                                   |
| MV集                               | 2011年11月23日 | BEST MUSIC CLIPS 2006-2011                                                                 | 18位 |                                   |
| MV集+ライブ・ビデオ セットボックス | 2011年11月23日 | 5th Anniversary DVD BOX BEST MUSIC CLIPS 2006-2011 +DOCUMENTARY TOUR FINAL+GREEN MIND 2011 | 18位 | 初回生産限定                      |
| ライブ・ビデオ セットボックス      | 2012年6月27日  | GREEN MIND AT BUDOKAN +LIVE AT OSAKA-JO HALL 〜5TH ANNIVERSARY〜                           |      | Blu-ray限定発売/初回生産限定      |
| ライブ・ビデオ                     | 2012年6月27日  | GREEN MIND AT BUDOKAN                                                                      | 18位 |                                   |
| ライブ・ビデオ                     | 2012年6月27日  | LIVE AT OSAKA-JO HALL 〜5TH ANNIVERSARY〜                                                  | 17位 |                                   |
| ライブ・ビデオ                     | 2013年5月29日  | GREEN MIND 2012                                                                            | 11位 | 初回限定生産(DVD限定発売)         |
| ライブ・ビデオ                     | 2013年12月25日 | Signed POP TOUR                                                                            | 43位 |                                   |
| ライブ・ビデオ                     | 2014年4月30日  | Hata Motohiro Visionary live 2013 -historia-                                               | 16位 |                                   |
| ライブ・ビデオ                     | 2015年4月29日  | GREEN MIND 2014                                                                            | 10位 |                                   |
| ライブ・ビデオ                     | 2016年10月19日 | HATA MOTOHIRO CONCERT TOUR 2016 -青の光景-                                                 | 12位 | 初回限定生産(Blu-ray/DVD限定発売) |
| ライブ・ビデオ                     | 2017年11月8日  | LIVE AT YOKOHAMA STADIUM -10th Anniversary-                                                |      |                                   |
| ライブ・ビデオ                     | 2020年5月20日  | MTV Unplugged: Hata Motohiro                                                               |      |                                   |
| ライブ・ビデオ                     | 2021年11月10日 | GREEN MIND 2021                                                                            |      |                                   |
| ライブ・ビデオ                     | 2022年5月25日  | Hata Motohiro 15th Anniversary LIVE                                                        |      |                                   |
| ライブ・ビデオ                     | 2022年6月29日  | Hata Motohiro 15th Anniversary LIVE “Philharmonic Night”                                   |      |                                   |

### 収録作品
※「秦 基博」名義の作品が初出となる楽曲のみ記載
| 発売日         | タイトル   | 収録曲               | 注     |
| -------------- | ---------- | -------------------- | ------ |
| 2008年11月26日 | ラブレター | 「鱗（うろこ）」     | [ 26 ] |
| 2009年6月24日  | 月ノうた   | 「僕らをつなぐもの」 | [ 27 ] |
| 2009年6月24日  | 冬ノうた   | 「風景」             | [ 28 ] |

楽曲提供
| アーティスト   | 担当       | タイトル                                                     | 初出                                                         |
| -------------- | ---------- | ------------------------------------------------------------ | ------------------------------------------------------------ |
| 一青窈         | 作曲       | 「空中ブランコ」                                             | 『受け入れて』                                               |
| 土岐麻子       | 作曲       | 「やわらかい気配」                                           | 『BEST! 2004-2011』                                          |
| 南波志帆       | 作曲       | 「髪を切る8の理由。」                                        | 『乙女失格。』                                               |
| 山下智久       | 作詞       | 「HELLO」                                                    | 『遊』                                                       |
| V6             | 作詞・作曲 | 「Beautiful World」                                          | 『Beautiful World』                                          |
| クミコ         | 作曲       | 「さみしいときは恋歌を歌って」                               | 『さみしいときは恋歌を歌って/恋に落ちる』                    |
| 花澤香菜       | 作曲       | 「ざらざら」                                                 | 『ざらざら』                                                 |
| D-LITE         | 作曲       | 「D-Day」                                                    | 『D-Day』                                                    |
| 上白石萌音     | 作詞・作曲 | 「告白」                                                     | 『and…』                                                     |
| 福耳           | 作詞・作曲 | 「Swing Swing Sing」                                         | 『ブライト/Swing Swing Sing』                                |
| バカリズムと   | 作曲・編曲 | 「「いくらだと思う？」って聞かれると緊張する（ハタリズム）」 | 『「いくらだと思う？」って聞かれると緊張する（ハタリズム）』 |
| 杉並児童合唱団 | 作曲       | 「最高のぼくら」                                             | 『最高のぼくら』                                             |
| ハルレオ       | 作詞・作曲 | 「さよならくちびる」                                         | 『さよならくちびる』                                         |
| Sexy Zone      | 作詞・作曲 | 「夏のハイドレンジア」                                       | 『夏のハイドレンジア』                                       |
| Ado            | 作詞・作曲 | 「風のゆくえ (ウタ from ONE PIECE FILM RED)」                | 『ウタの歌 ONE PIECE FILM RED』                              |
| JO1            | 作詞・作曲 | 「ひらく」                                                   | 『ひらく』                                                   |

### 参加作品
| アーティスト                      | タイトル                                             | 初出                                                  |
| --------------------------------- | ---------------------------------------------------- | ----------------------------------------------------- |
| 大橋卓弥                          | 「そろそろいかなくちゃ (VOICE×VOICE Vol.1: 秦基博)」 | 『はじまりの歌』                                      |
| 平井堅                            | 「Cry & Smile!!」                                    | 『キャンバス/君はス・テ・キ♡』                        |
| 福耳                              | 「DANCE BABY DANCE」                                 | 『DANCE BABY DANCE/夏はこれからだ!』                  |
| 福耳                              | 「夏はこれからだ!」                                  | 『DANCE BABY DANCE/夏はこれからだ!』                  |
| 福耳                              | 「なごり雪」                                         | 『福耳 THE BEST ACOUSTIC WORKS』                      |
| 福耳                              | 「ブライト」                                         | 『ブライト/Swing Swing Sing』                         |
| 福耳                              | 「Swing Swing Sing」                                 | 『ブライト/Swing Swing Sing』                         |
| 福耳                              | 「イッツ・オールライト・ママ」                       | 『イッツ・オールライト・ママ』                        |
| 福耳                              | 「あぶない部下と危険な上司」                         | 『シンガーとソングライター〜COIL 20th Anniversary〜』 |
| 福耳                              | 「八月の夢」                                         | 『ALL TIME BEST 〜福耳 20th Anniversary〜』           |
| 福耳                              | 「LOVE & LIVE LETTER」                               | 『LOVE & LIVE LETTER』                                |
| 福耳                              | 「愛を歌う」                                         | 『Augusta HAND×HAND』                                 |
| 福耳                              | 「冬はこれからだ！」                                 | 『Augusta HAND×HAND』                                 |
| ムッシュかまやつ                  | 「あの時君は若かった feat. 秦 基博」                 | 『1939〜MONSIEUR』                                    |
| COIL                              | 「ラーメン'95」                                      | 『10th Anniversary Songs〜Tribute to COIL〜』         |
| COIL                              | 「64」                                               | 『10th Anniversary Songs〜Tribute to COIL〜』         |
| 槇原敬之                          | 「彼女の恋人」                                       | 『We Love Mockey』                                    |
| 山崎まさよし                      | 「ツバメ」                                           | 『HOME〜山崎まさよしトリビュート〜』                  |
| 冨田ラボ                          | 「パラレル feat. 秦 基博」                           | 『パラレル feat. 秦 基博』                            |
| 大橋トリオ                        | 「モンスター feat. 秦 基博」                         | 『White』                                             |
| THE YELLOW MONKEY                 | 「SPARK」                                            | 『THIS IS FOR YOU〜THE YELLOW MONKEY TRIBUTE ALBUM』  |
| さかいゆう                        | 「ピエロチック feat. 秦 基博」                       | 『薔薇とローズ』                                      |
| 杏子                              | 「Down Town Christmas(Reprise)」                     | 『Down Town Christmas(Reprise)』                      |
| エレファントカシマシ              | 「風に吹かれて」                                     | 『エレファントカシマシ カヴァーアルバム2』            |
| ストレイテナー                    | 「灯り」                                             | 『灯り』                                              |
| フジファブリック                  | 「あなたの知らない僕がいる feat. 秦 基博」           | 『I Love You』                                        |
| くまモン                          | 「くまモンもん」                                     | 『くまモンもん』                                      |
| KAN＋秦 基博                      | 「カサナルキセキ」                                   | 『カサナルキセキ』                                    |
| SawanoHiroyuki[nZk]:Hata Motohiro | 「COLORs」                                           | 『V』                                                 |
| KAN with His Friends              | 「KANのChristmas Song 2023」                         | 未音源化                                              |

## タイアップ一覧
| 楽曲                              | タイアップ |
| --------------------------------- | --- |
| シンクロ                          | TBS系『COUNT DOWN TV』2006年11月度オープニングテーマ                                                                                               |
| シンクロ                          | WOWOWドラマW『真夜中のマーチ』主題歌 |
| 僕らをつなぐもの                  | 日本テレビ系ドラマスペシャル『セレンディップの奇跡』主題歌                                                                                         |
| 青                                | 映画『FOR REAL -ベイスターズ、クライマックスの真実。-』主題歌                                                                                      |
| 鱗（うろこ）                      | 日本テレビ系夏ドキュ!『テージセー 〜1461日の記憶〜』イメージソング                                                                                 |
| 鱗（うろこ）                      | OFFICE AUGUSTA presents SHORT FILM『ボクと君』第二話ストーリーテーマソング                                                                         |
| トレモロ降る夜                    | NHK『もっともっと関西2!』オープニングテーマ |
| 僕らをつなぐもの（Contrast Ver.） | 映画『クリアネス』主題歌 |
| 風景                              | 花王「アタック」20周年記念CMソング |
| キミ、メグル、ボク                | CBC・TBS系アニメ『イタズラなKiss』オープニングテーマ                                                                                               |
| キミ、メグル、ボク                | 大塚製薬POCARI SWEAT presents 日本テレビ系列全国25局ネット番組『ブカツの天使』九州エリア応援ソング                                                 |
| 虹が消えた日                      | 松竹系映画『築地魚河岸三代目』主題歌 |
| 虹が消えた日                      | 朝日放送・テレビ朝日系番組『熱闘甲子園』2008年度 （第90回全国高等学校野球選手権記念大会）最終日エンディングテーマ                                  |
| 虹が消えた日                      | グリコ「パピコ リフレッシュ&ゴー」篇 CMソング |
| 第三の男                          | サッポロビール「ヱビスビール」「京都・貴船の夏」「至福の贅沢プレゼント」各篇CMソング                                                               |
| フォーエバーソング                | 日本テレビ系『スッキリ!!』2008年10月度エンディングテーマ                                                                                           |
| 花咲きポプラ                      | TOEX ガーデンリフォームフェアCMソング |
| 新しい歌                          | TOKYO FM『クロノス』エンディングテーマ |
| 新しい歌                          | TBS系『世界・ふしぎ発見!』エンディングテーマ |
| 朝が来る前に                      | テレビ東京系『JAPAN COUNTDOWN』2009年1月度エンディングテーマ                                                                                       |
| 朝が来る前に                      | TOKYO FM『クロノス』エンディングテーマ |
| Halation                          | 朝日放送・テレビ朝日系『全国高校野球選手権大会中継』『熱闘甲子園』『速報!甲子園への道』各2009年度 （第91回全国高等学校野球選手権大会）テーマソング |
| サークルズ                        | スペースシャワーTV20周年記念イメージソング |
| アイ                              | UMKテレビ宮崎『UMKスーパーニュース』エンディングテーマ                                                                                             |
| アイ                              | ライスフォース『キレイ、育む』篇 CMソング |
| アイ                              | キリンビール 麒麟特製 レモンサワー CMソング |
| アイ（弾き語りVersion）           | Panasonic LUMIX GシリーズCMソング |
| アイ（弾き語りVersion）           | 映画『しゃぼん玉』主題歌 |
| 透明だった世界                    | テレビ東京系アニメ『NARUTO -ナルト- 疾風伝』オープニングテーマ                                                                                     |
| 今日もきっと                      | フジテレビ系『めざにゅ〜』テーマソング |
| 今日もきっと                      | UMKテレビ宮崎『UMKスーパーニュース』エンディングテーマ                                                                                             |
| トラノコ                          | 「カンロ健康のど飴」TVCMソング |
| アルタイル                        | フジテレビ系アニメ“ノイタミナ”『坂道のアポロン』エンディングテーマ                                                                                 |
| Dear Mr. Tomorrow                 | テレビ東京系『ワールドビジネスサテライト』エンディングテーマ                                                                                       |
| Dear Mr. Tomorrow                 | テレビ宮崎『UMKスーパーニュース』エンディングテーマ                                                                                                |
| 月に向かって打て                  | マイナビ2013 CMソング |
| 初恋                              | 「マチュピチュ「発見」100年 インカ帝国展 福岡展」公式イメージソング                                                                                |
| グッバイ・アイザック              | 読売テレビ・日本テレビ系アニメ『宇宙兄弟』エンディングテーマ                                                                                       |
| Girl                              | ヨコハマタイヤ「BluEarth」2013年CMソング |
| Girl                              | 日本テレビ系木曜ドラマ『恋がヘタでも生きてます』主題歌                                                                                             |
| Girl                              | コープ共済CMソング |
| 言ノ葉                            | 東宝系アニメーション映画『言の葉の庭』イメージソング                                                                                               |
| Rain                              | 東宝系アニメーション映画『言の葉の庭』エンディングテーマ                                                                                           |
| ひまわりの約束                    | 東宝系3DCGアニメ映画『STAND BY ME ドラえもん』主題歌                                                                                               |
| ひまわりの約束                    | NTT西日本 フレッツ光「突然やってくる」篇 CMソング                                                                                                  |
| ひまわりの約束                    | ABCテレビ『ビーバップ!ハイヒール』エンディングテーマ（2017年10月 - 12月期）                                                                        |
| ひまわりの約束                    | NEXCO東日本企業CM |
| ひまわりの約束                    | STV札幌テレビ放送『熱烈!ホットサンド!』2017年6月度エンディングテーマ                                                                               |
| 水彩の月                          | 映画『あん』主題歌 |
| ROUTES                            | NHK Eテレ『人生デザイン U-29』テーマ曲 |
| デイドリーマー                    | 大東建託「みんなの想い篇」CMソング |
| アイ〜Acoustic Session with KAN〜 | 東京西川「& Free（アンドフリー）」CMソング |
| Q & A                             | 松竹系映画『天空の蜂』主題歌 |
| 恋はやさし野辺の花よ              | クラシエホームプロダクツ「いち髪」CMソング |
| 聖なる夜の贈り物                  | ハウス「北海道シチュー」CMソング |
| Sally                             | GLOBAL WORK CMソング |
| スミレ                            | テレビ朝日系ドラマ『スミカスミレ 45歳若返った女』主題歌                                                                                            |
| 野ばら                            | クラシエホームプロダクツ「いち髪」CMソング |
| 終わりのない空                    | 映画『聖の青春』主題歌 |
| 70億のピース                      | テレビ朝日系『土曜プライム・土曜ワイド劇場』主題歌                                                                                                 |
| 仰げば青空                        | SoftBank music project テレビCM「卒業」篇 CM ソング                                                                                                |
| Joan                              | 花王「クイックル Joan」CMソング |
| 在る                              | 映画『ステップ』主題歌 |
| 泣き笑いのエピソード              | NHK連続テレビ小説｢おちょやん｣主題歌 |
| Tell me, Tell me                  | 東京海上日動 テレビCM「ハナのハテナ」シリーズ CMソング                                                                                             |
| 風景 (evergreen ver.)             | NTTドコモ テレビCM「11年目も、一緒に。」篇 CMソング                                                                                                |
| 綴る                              | グッドラック・コーポレーション「さあ、幸せになる番だ。」CMソング                                                                                   |
| サイダー                          | 映画『映画ざんねんないきもの事典』主題歌 |
| 残影                              | テレビ朝日系木曜ドラマ『六本木クラス』挿入歌 |
| ずっと作りかけのラブソング        | 映画『35年目のラブレター』主題歌 |

## 受賞
- 第4回CDショップ大賞・準大賞 『Documentary』（2010年）
- 2013年間USEN HIT J-POPランキング1位 「Girl」（2013年）
- 第56回レコード大賞・企画賞 『evergreen』（2014年）
- ISUMブライダルミュージックアワード2015 「ひまわりの約束」（2015年）
- 2015年JOYSOUND年間総合ランキング1位 「ひまわりの約束」（2015年）

## 出演

### ラジオ番組
- アーティスト・プロデュース・スーパー・エディション（JFNC、2008年11月・2010年10月・2015年11月・2019年12月・2023年3月・2024年11月）
- RADIPEDIA（J-WAVE、2010年 - 2014年）
- SOUNDS OF STORY〜ASADA JIRO LIBRARY〜 「ろくでなしのサンタ」（J-WAVE、2012年12月15日）[38]
- THE NAKAJIMA HIROTO SHOW 802 RADIO MASTERS（FM802、2015年 - ） - 毎年12月に「秦サンタとヒロトナカイ」のコーナーに秦が扮する秦サンタとして出演が慣例となっている。

### CM
- ハウス食品「ウコンの力」（2009年3月1日 - ）
- 日本マクドナルド「マックシェイク チェルシー」（2017年）